# Nazionale femminile di rugby a 15 della Gran Bretagna
La nazionale di rugby a 15 femminile della Gran Bretagna (in inglese Great Britain women’s national rugby union team) è la selezione di rugby a 15 femminile che rappresentò la Gran Bretagna in ambito internazionale tra il 1986 e il 1990.
Essa fu la prima selezione nazionale a vedere la luce nelle isole britanniche nonché la prima ad avervi disputato un incontro internazionale.
Nella sua breve vita (4 anni e 8 incontri, tutti con status di internazionale) realizzò un secondo posto al primo campionato europeo della storia, e aprì la strada alle selezioni nazionali che presero vita nelle Home Nation, a iniziare da Galles e Inghilterra che esordirono nel 1987.

## Storia
Londra, Richmond-on-Thames Athletic Ground, 19 aprile 1986
GRAN BRETAGNA — FRANCIA 8-14 (8-4)
Marcatori: Almond 2 mt; Gracieux mt; Fenoll mt; Pagegie mt Hayraud tr.
GRAN BRETAGNA: V. Moore, Atkinson, Robson, Benett, McLaren-Francis, Almond, Hill, Talbot, Lee, Watts, Durkin, T. Moore, Gedrych, Isherwood , Burgess.
Allenatore: Stefan Czerpak.
FRANCIA: C. Fenoll, Saudin, M Fraysse , Rival, A. Fenoll, Hayraud, Gracieux, Champeil, Lugrand, Girard, Merlin, Henry, Amiel, Pagegie, Marbleu.
Allenatore: Claude Izoard.
Arbitro:  C Leek
Già dalla fine del XIX secolo vi erano donne del Regno Unito attive nel rugby (resoconti dell’epoca parlano di un incontro tra due rappresentative di Scozia e Inghilterra a Glasgow disputatosi nel 1881), ma i primi abbozzi di organizzazione attesero circa cent’anni per vedere la luce: fu infatti solo alla fine degli anni settanta del XX secolo che il rugby femminile iniziò a strutturarsi in club e federazioni che ne disciplinassero l’attività, sia nelle Isole Britanniche che altrove nel resto d’Europa.
Tra le persone considerate pioniere del rugby femminile nelle Isole britanniche figura l’inglese Deborah Griffin, che iniziò a costituire nel 1978 una rete di squadre di club universitarie a partire dal proprio istituto, lo University College di Londra, e il concittadino King’s College, suo avversario per diversi incontri prima che altre università dalla Gran Bretagna si unissero e organizzassero proprie squadre femminili.
Ancora grazie all’attivismo di Griffin nacque nel 1983 la Women’s Rugby Football Union (WRFU), che regolamentò il rugby di tutta la Gran Bretagna.
A tale federazione fece capo la neoistituita formazione nazionale britannica, che esordì nel 1986 (l’Inghilterra avrebbe esordito, insieme al Galles, solo un anno più tardi) e fu affidata alla guida tecnica del trentacinquenne Stefan Czerpak, un ex giocatore inglese che aveva militato nel Newbury per tutta la sua carriera.
L’incontro d’esordio fu una sconfitta per 8-14 contro la Francia sul campo londinese del Richmond; fu proprio la Francia l’unica squadra a infliggere sconfitte alle britanniche, dal momento che le altre due avversarie (Italia e Paesi Bassi) furono da esse battute.
In totale furono 8 gli incontri disputati dalla Gran Bretagna tra il 1986 e il 1990, inclusi i tre del campionato europeo 1988 in cui raggiunsero la piazza d’onore: quattro contro la Francia con una vittoria e tre sconfitte, due ciascuno contro Italia e Paesi Bassi, tutte vinte.
L’ultimo incontro in assoluto della Gran Bretagna fu a Moseley, un sobborgo di Birmingham, il 18 marzo 1990 e coincise con la sua miglior vittoria, un 32-0 all’Italia che fu ripreso da una troupe televisiva di Channel 4 e incluso in un documentario sul rugby femminile nel Regno Unito.
A inizio anni novanta la Women’s Rugby Football Union cambiò nome e divenne Rugby Football Union for Women (RFUW) restringendo il suo ambito solo al rugby femminile d’Inghilterra, e lasciando quindi liberi i club di Galles e Scozia di formare le proprie union.
Da quel momento in avanti la storia del rugby britannico ha seguito percorsi separati per ogni federazione.

## Statistiche

### Incontri disputati
| Data             | Sede             | Incontro                         | Note               |
| ---------------- | ---------------- | -------------------------------- | ------------------ |
| 19 aprile 1986   | Londra           | Gran Bretagna — Francia 8-14     | Test match         |
| 2 maggio 1987    | Chalon-sur-Saône | Francia — Gran Bretagna 28-6     | Test match         |
| 22 novembre 1987 | Londra           | Gran Bretagna — Paesi Bassi 16-0 | Test match         |
| 21 maggio 1988   | Bourg-en-Bresse  | Gran Bretagna — Italia 32-9      | Campionato europeo |
| 22 maggio 1988   | Bourg-en-Bresse  | Gran Bretagna — Paesi Bassi 26-0 | Campionato europeo |
| 23 maggio 1988   | Bourg-en-Bresse  | Francia — Gran Bretagna 8-6      | Campionato europeo |
| 4 maggio 1989    | Londra           | Gran Bretagna — Francia 13-0     | Test match         |
| 18 marzo 1990    | Birmingham       | Gran Bretagna — Italia 32-0      | Test match         |

### Riepilogo per avversario
| Avversario      | Primo incontro  | G | V | N | P | PF  | PS | % V/G |
| --------------- | --------------- | - | - | - | - | --- | -- | ----- |
| Francia         | 1986            | 4 | 1 | 0 | 3 | 33  | 50 | 25    |
| Italia          | 1988            | 2 | 2 | 0 | 0 | 64  | 9  | 100   |
| Paesi Bassi     | 1987            | 2 | 2 | 0 | 0 | 42  | 0  | 100   |
| Totale generale | Totale generale | 8 | 5 | 0 | 3 | 139 | 59 | 62,5  |